# Прикалаусские высоты
Прикалаусские высоты — часть Ставропольской возвышенности, отделённая рекой Калаус.

## География
Прикалаусские высоты — самая протяженная гряда Ставропольской возвышенности, её протяженность с юга на север около 140 километров. Прикалаусские высоты имеют максимальную высоту на юге, где они подходят к главному Кавказскому хребту, и уменьшаются по мере движения на север.
Южная точка — гора Брык (688 м) северо-восточнее районного центра Курсавки.
Северная точка — гора Куцай (302 м) у города Светлограда.
Являются водоразделом между бассейнами рек Калауса и Кумы.

## Геологическое строение
Прикалаусские высоты — дно бывшего Сарматского моря. Они сложены из известняка-ракушечника, песчаников, песка, глины и других горных породы неогена.

## Основные возвышенности
- гора Брык (688 м) (село Султан (Андроповский район));
- гора Главная (675 м) (село Северное (Александровский район));
- гора Моргун (350,8 м) (село Просянка (Петровский район));
- гора Куцай (302 м) (город Светлоград).

- гора Моргун в  селе Просянка
- Вид с улицы Кавказской на гору Куцай

## Достопримечательности
Геологические образования у села Александровского, являющиеся памятниками природы:
- скала Лягушка;
- гора Голубиная;
- пещеры Каменные сараи;
- Киселевский (Каменный) курган;
- каменные образования — Столбы[3].